# Johann Adolph Koettgen

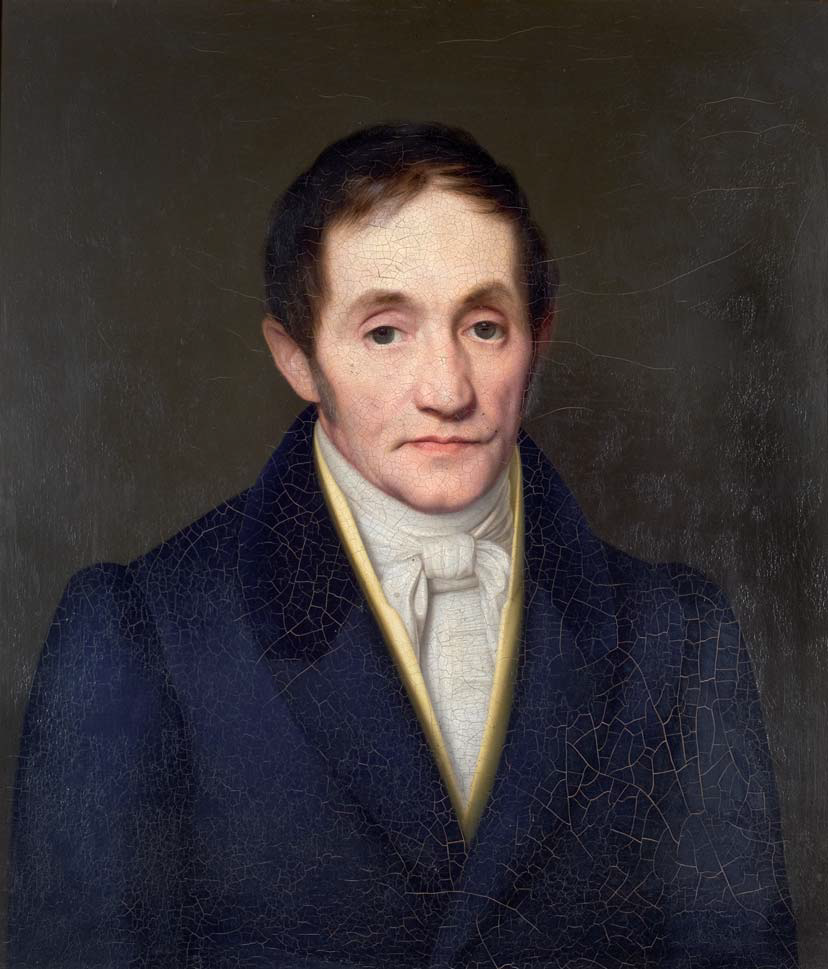
Johann Adolph Koettgen. Gemälde von seinem Sohn Gustav Adolf Koettgen

Johann Adolph Koettgen, auch Köttgen (* 28. Mai 1777 in Neviges; † 15. Oktober 1838 in Langenberg) war ein deutscher Unternehmer. Als Schriftsteller schrieb er unter dem Pseudonym „Adolph von der Deile“.

## Werdegang
Johann Adolph Koettgen war das vierte von sechs Kindern des Bäckers Johann Adolf Koettgen (1739–1819) und seiner Frau Anna Sophia geb. Hammerstein (1745–1802). 1802 gründet Koettgen zusammen mit seinem Bruder Johann Heinrich und Peter Diedrich Conze in Langenberg die Seidenfabrik Gebr. Köttgen & Conze.
Außerdem erfand er in Langenberg eine Methode, die Seide um das Doppelte erschwert. Dieses Verfahren brachte seiner Firma einen erheblichen Wettbewerbsvorsprung.
Daneben widmete er sich der Literatur und es entstand sein erstes literarisches Werk Lazarus von Bethanien, das Nicolaus Leonard Heilmann, das Koettgen dem erste Pfarrer der vereinigten ev. Gemeinde in Krefeld, herausgab.
Johann Peter Lange widmete ihm das Buch: Biblische Dichtungen. Zweites Bändchen. Von J. P. Lange, evangelischem Pfarrer in Duisburg. Carl Joseph Becker, Elberfeld 1834.

## Familie
Koettgen war mit Maria Helena Thegarten (* 1781 in Solingen; † 1846 in Langenberg) verheiratet. Sie hatten sieben Kinder, darunter mit Gustav Adolf Koettgen einen von zwei Söhnen.

## Werke
- (anonym): Lazarus von Bethanien. Eine dramatische Poesie. Hrsg. von Leonhard Heilmann President der Consistorialkirche und ref. Prediger zu Crefld. Bädeker, Duisburg und Essen 1807. Heinrich-Heine-Universität
- Sieben lyrische Gedichte und acht Kapitel im Bibelstyl für die gegenwärtige Zeit. Vom Verfasser des Lazarus von Bethanien. Herausgegeben zum Besten des Vaterlandes. Bädeker, Duisburg 1814. ÖNB[2]
- Maria Rübel, die Hellseherin in Langenberg. Mit Anmerkungen herausgegeben von Dr. D. G. Kieser, ordentlichem öffentlichen Lehrer der Pathologie und Therapie und Beisitzer der medicinischen Fakultät auf der hohen Schule zu Jena.  Hemmerde und Schwetschke, Halle 1819. Heinrich-Heine-Universität
- Die Zweifler. Oder Die Auferstehung des Herrn. Ein religiöses Gedicht. Büschler, Elberfeld 1823.Digitalisat der Bayerischen Staatsbibliothek
- Die November-Assise in Düsseldorf 1829. Zeichnungen nach dem Leben von 18 Angeklagten der verschiedenartigsten Verbrechen. Weise, Elberfeld und Barmen 1830. Heinrich-Heine-Universität
- Die October Assise von 1834 in Düsseldorf. Schmachtenberg, Duisburg und Leipzig 1835.
- Gedichte. Hrsg. von Johann Peter Lange. G. D. Bädeker, Essen 1839. Digitalisat

## Briefe
- Adolph Koettgen an die J.-G.-Cotta’sche Buchhandlung in Stuttgart vom 12. Juli 1811. (Deutsches Literatur Archiv Marbach)